# Sant Jaume de Merea
Sant Jaume de Merea és una església de Gavet de la Conca (Pallars Jussà) inclosa a l'Inventari del Patrimoni Arquitectònic de Catalunya.

## Descripció
Església d'una sola nau, amb tribuna als peus i escala d'obra per accedir-hi, a l'esquerra. L'altar no té absis. La coberta és de volta de canó i la teulada és de doble vessant, de teules. El campanar d'espadanya amb un sol ull i cobert a doble vessant, està coronat per una creu de ferro.
A la façana hi ha la porta principal d'arc de mig punt adovellat i dues finestres quadrades, una d'elles sobre la porta. A la dreta hi ha una font encastada al mur.

## Història
L'amo de la casa Comiols era enterrat al terra de l'interior de l'església. Hi havia la llosa de la seva tomba, però en restaurar el terra es taparen les lloses amb ciment.
Edifici datat a la dovella de la porta: IHS / ANI / 1636.